# Haras national de Chaouchaoua
Pour les articles homonymes, voir HNC.
Le Haras national de Chaouchaoua (arabe : المركز الوطني لتربية الخيول شاوشاوى) est un établissement voué à la conservation et l'amélioration des races chevalines algériennes, fondé en 1874. Il est désormais un centre de compétences pour les questions relatives à l'élevage et à la garde des équidés.

## Histoire
Le Haras national de Chaouchaoua a été créé en 1874 par le Ministère français de la Guerre, sous le nom de « jumenterie de Tiaret ». Sa mission d'origine est de fournir l'armée française en chevaux. Il fait naître jusqu'à 22 000 poulains par an au début du XXe siècle, qu'il s'agisse de montures militaires (Barbe, Arabe et Arabe-Barbe) ou de chevaux de travail agricole.
Lors de l'indépendance de l'Algérie en 1962, Chaouchaoua devient un haras national algérien. La mécanisation diminue drastiquement ses activités et le nombre de chevaux hébergés, qui tombe à 208 (dont une moitié de Pur-sang arabes) fin 2018,.
En 2022, le haras de Chaouchaoua signe un partenariat pour disposer de 190 ovins de la race Rambi, race régional pour un rendu de 800 têtes d'ici à 2025 pour commercialiser leur viande et leur lait ainsi que 10 vaches dont le cheptel atteindra les 70 têtes d'ici à 3 ans.
Aujourd’hui, le haras de Chaouchaoua comprend 610 hectares, alors qu’elle dépassait les 1 200 hectares au début des années 2000. Actuellement en travaux, jugés à 65%, avec de nombreux projets. Le haras national comprend encore 56 employés en 2023 .

## Activités
Le haras national de Chaouchaoua n'est pas subventionné par l'État, devant trouver ses propres ressources (notamment dans la culture et la vente de fourrage et de céréales) pour assurer son fonctionnement.

### Production agricole
Les 371 hectares de terres du haras permettent une production agricole qui assure 60 % de ses entrées financières en 2018. Cependant, la surface agricole a été beaucoup réduite, et les effets du réchauffement climatique nuisent à la production céréalière, avec une réduction du volume de l'ordre de 60 %.

### Formation du cheval
Le haras donne la possibilité de débourrer de jeunes chevaux à l’attelage et sous la selle, il procède également à la préparation et la présentation de jeunes étalons aux épreuves d’élevages. La formation est adaptée aux besoins de chaque cheval, pour un apprentissage solide et respectueux.
Certains d’entre eux intègrent la Garde républicaine de l’école de police de Soumaa.
D’autres sont exportés chaque année vers plusieurs pays, notamment d’Europe dont l’Allemagne, la France, l’Italie et la Suisse et même le Brésil.

### Formation humaine
Le Haras national de Chaouchaoua propose des cours de formation continue, notamment dans les domaines vétérinaires, de l’élevage, de la détention des chevaux, de l’alimentation, de l'attelage et de la maréchalerie.
Cette institution publique s’engage pour la formation des jeunes. Elle offre des places d’apprentissages et de stage.

### Recherche appliquée
Le Haras national de Chaouchaoua s'investit dans la recherche appliquée, particulièrement dans les études visant à améliorer le comportement, la santé et la fécondité des chevaux. On y étudie ainsi la génétique, les maladies infectieuses et héréditaires, la zootechnie et on travaille à l'amélioration des méthodes naturelles de reproduction et de fécondation, ainsi que des techniques d’insémination et de transfert d’embryons. Les travaux de recherche du haras se font en collaboration avec un réseau de partenaires, notamment les facultés vétérinaires, les hautes écoles et les organisations d’élevage chevalin. Les résultats de la recherche sont tout d'abord appliqués dans la pratique au HNC et transmis à l’extérieur par le biais de publications et des nombreux cours.

#### Centre de reproduction
Le centre de reproduction du Haras national de Chaouchaoua poursuit de nombreuses recherches dans le domaine de la fécondité des chevaux. Il développe et applique en pratique les résultats des recherches et offre ainsi de nombreuses prestations aux propriétaires de juments et d'étalons, en particulier dans le domaine de la fécondité.

### Diplomatie internationale
En 1975, Ouassal (1969 - 1er janvier 1991), un étalon Barbe, est offert au président français, Valéry Giscard d’Estaing par son homologue algérien Houari Boumédiène. C’est la première fois depuis l’indépendance du pays qu’un chef d’état de l’ancien empire colonial rend visite officiellement en Algérie.
Après sa visite d’État en mars 2003 en Algérie. Jacques Chirac reçoit en cadeau de son homologue algérien, Abdelaziz Bouteflika, un étalon arabe - Barbe blanc du nom de Mabrouk né en 1994.
Il a offert Kheir, un Pur-sang arabe gris, au président français Nicolas Sarkozy le 5 décembre 2007, après sa visite à Alger.
Ainsi que le couple de chevaux Barbe, Sami de robe gris foncé et Sadja de robe baie. Ils sont offerts au président français, François Hollande, le 20 décembre 2012 après sa visite en Algérie.

#### Ouassal
La race Barbe n’est plus reconnue en France dès 1962, c’est-à-dire à la fin de la guerre d’Algérie et la dissolution des derniers régiments de Spahis. Pourtant, en 1990, la race est à nouveau reconnue, pour l’étalon Ouassal, qui n’est plus tout à fait jeune, ayant vingt-deux ans, mais est enfin autorisé à saillir des juments en toute légitimité. À sa troisième saillie, le 1er janvier 1991, son cœur s’arrête brutalement. Malgré cet événement, Ouassal est le père de 37 produits.

#### Mabrouk
Cet étalon fut jugé par les zootechniciens français auxquels il fut confié, indigne de représenter la race barbe pure, et fut déclassé en « arabe-barbe ». Mabrouk n’a aucune descendance à ce jour.

#### Sami et Sadja
Le couple étant séparés dès leur arrivée en France, le mâle confié au Haras du Pin, où d’ailleurs, on ne pratique plus de saillies, et la femelle à la jumenterie de Pompadour, où d’ailleurs l’État a cessé de faire naître des poulains. Pourtant, en 2016, une pouliche nommée Gemme Pompadour est née de leur union. Sami, comme Sadja était mis à la reproduction de 2015 à 2016. Néanmoins, le 18 mai 2017, une pouliche de Sami reproduit avec une autre jument est née, nommée Hiba. Après cet épisode, même si l'ancien président n'est pas homme de cheval, il est conscient de la grande qualité génétique de Sami. C'est pour cela qu'il a accepté que dix saillies par an soient données à l'association nationale de la race barbe qui gère toute la reproduction. Sami a pour voisin de boxe Mabrouk.